# 日下輝子
日下 輝子（くさか てるこ、1月11日生）とは元宝塚歌劇団花組主演娘役クラスの人物である。大阪府出身。宝塚歌劇団時代の愛称はオトク。

## 来歴
1938年、28期生として、宝塚少女歌劇団（現在の宝塚歌劇団）に入団する。宝塚入団時の成績は29人中14位。1940年、花組公演『世界の詩集』で初舞台。
1951年、花組副組長。
同年11月、宝塚歌劇団を退団。最終出演公演の演目は花組・名古屋公演『虞美人』である。

## 宝塚歌劇団時代の主な舞台
- 『懐しのアリゾナ』（花組）（1949年7月16日 - 8月8日、宝塚大劇場）
- 『宝塚おどり』（花・星組）（1950年12月1日 - 12月28日、宝塚大劇場）